# Deadlock Pro Wrestling
La Deadlock Pro-Wrestling è una federazione indipendente di wrestling americana, fondata il 1 novembre 2021 da Anthony Douglas, James Darnell e John Blud, host del podcast Deadlock.

## Storia
I primi episodi della nuova DPW sono andati in onda su YouTube in una serie chiamata DPW Fire. Il primo evento in PPV (You Already Know) ha avuto luogo l'8 gennaio 2022 ed è stato incoronato il primo DPW Worlds Champion quando Bojack ha sconfitto Andrew Everett.
L'anno successivo ha avuto luogo il primo live Ali Vs. KENTo. La DPW ha guadagnato l'attenzione generale quando lo YouTuber Chris Denker (DenkOps), col ring name Chris Danger, ha fatto il suo debutto contro Shawn Spears, perdendo.
Alcuni wrestler cha appaiono più spesso sul ring della DPW sono Calvin Tankman, Andrew Everett, Colby Corino, i The Dark Order, i Workhorsmen (JD Drake e Anthony Henry), Bryan Keith, Tom Lawlor, Alex Shelley e Chris Sabin.

## Riconoscimenti

### Titoli
| Titolo                          | Campione                   | Luogo     | Evento          | Data            |
| ------------------------------- | -------------------------- | --------- | --------------- | --------------- |
| DPW World Championship          | Adam Priest                | Las Vegas | Title Fights    | 18 aprile 2025  |
| DPW National Championship       | LaBron Kozone              | Durham    | 3rd Anniversary | 8 dicembre 2024 |
| DPW Women's World Championship  | Nicole Matthews            | Durham    | Victory Lap     | 22 giugno 2025  |
| DPW World Tag Team Championship | Dustin Waller e Kylon King | Durham    | Tag Festival    | 13 luglio 2025  |

### Tornei
| Torneo           | Vincitore                  | Data              |
| ---------------- | -------------------------- | ----------------- |
| Carolina Classic | Jake Something             | 15 settembre 2024 |
| Tag Festival     | Dustin Waller e Kylon King | 13 luglio 2025    |